# Johann Karl Philipp Wundsch
Johann Karl Philipp Wundsch (* 23. Januar 1850 in Berent bei Dirschau; † vor 1929) war ein deutscher Reichsgerichtsrat.

## Leben
Am 6. Januar 1871 wurde er auf den preußischen Landesherrn vereidigt. 1875 wurde er Kreisrichter. 1879 erfolgte die Ernennung zum Amtsrichter. Zum Landrichter wurde er 1887, zum Landgerichtsrat 1889 befördert. 1893 wurde er Oberlandesgerichtsrat. 1902 kam er an das Reichsgericht. Er war im III. Strafsenat tätig. Er trat 1904 in den Ruhestand.